# Phuphena contricta
Phuphena contricta là một loài bướm đêm trong họ Noctuidae.